# Thorsten Johansen
Thorsten Arthur Johansen (Oslo, 7 januari 1888 - aldaar, 2 augustus 1963) was een Noors schutter.

## Carrière
Johansen won tijdens de Olympische Zomerspelen van 1920 de gouden medaille bij het Lopend hert dubbelschot team. In 1929 werd hij wereldkampioen met team lopend hert dubbelschot en lopend hert enkelschot

### Olympische Zomerspelen
| Jaar | Plaats    | Resultaten                                      |
| ---- | --------- | ----------------------------------------------- |
| 1920 | Antwerpen | Dubbel shot op lopend hert, team · 7e Trap team |

### Wereldkampioenschappen
| Jaar | Plaats    | Resultaten                                                   |
| ---- | --------- | ------------------------------------------------------------ |
| 1929 | Stockholm | Lopend hert, enkelschot team · Lopend hert, dubbelschot team |